# Chengfeng (socken i Kina)
Chengfeng (kinesiska: 乘风, 乘风乡) är en socken i Kina. Den ligger i provinsen Hunan, i den södra delen av landet, omkring 170 kilometer norr om provinshuvudstaden Changsha. Antalet invånare är 8754. Befolkningen består av 4 191 kvinnor och 4 563 män. Barn under 15 år utgör 16,0 %, vuxna 15-64 år 73 %, och äldre över 65 år 10,0 %. Chengfeng ligger vid sjön Huanggai Hu.
Genomsnittlig årsnederbörd är 1 743 millimeter. Den regnigaste månaden är maj, med i genomsnitt 244 mm nederbörd, och den torraste är januari, med 42 mm nederbörd.